# Roberto Ferrario
Roberto Ferrario (Busto Arsizio, 6 settembre 1947 – Busto Arsizio, 5 agosto 2010) è stato un giornalista, editore e imprenditore italiano.
Nato in una famiglia di imprenditori, era nipote di Stefano Ferrario, industriale tessile bustese ai vertici del quotidiano La Prealpina sin dal 1946, e presidente dello stesso dal 1966 al 1982. Alla sua morte, Roberto divenne amministratore delegato del quotidiano; il 24 novembre 2003 succedette a Mino Durand nella carica di direttore dopo una ventennale esperienza di supporto alla redazione, mentre aveva la responsabilità amministrativa della Società Editoriale Varesina, fondata nel 1928.
Fu Roberto Ferrario a introdurre nel quotidiano quattro edizioni giornaliereː Varese, Busto-Gallarate-Saronno, Altomilanese e Verbania.
Alla morte di Ferrario, la moglie Daniela Bramati gli succedette nella guida della Società Editoriale Varesina a cui fa capo La Prealpina, portando avanti l'azienda con l'aiuto dei figli Davide, a capo del settore commerciale e della tipografia, e Paola, a capo dell'amministrazione.